# Felice Salimbeni
Felice Salimbeni (ur. około 1712 w Mediolanie, zm. w sierpniu 1751 w Lublanie) – włoski śpiewak operowy, kastrat (sopran).

## Życiorys
Był uczniem Nicoli Porpory. Debiutował w 1731 roku w Rzymie w operze Johanna Adolfa Hassego Caio Fabrizio. W latach 1733–1737 śpiewał na dworze w Wiedniu. Od 1743 do 1750 roku przebywał na dworze Fryderyka Wielkiego w Berlinie. Zdobył sobie ogólnoeuropejską sławę jako śpiewak w operach Hassego. Zmarł na gruźlicę.